# Mitkaloto Peak
Der Mitkaloto Peak (englisch; bulgarisch връх Миткалото wrach Mitkaloto) ist ein 1200 m hoher und teilweise unvereister Berg auf der Eurydike-Halbinsel an der Danco-Küste des Grahamlands auf der Antarktischen Halbinsel. Am Ostufer der Charlotte Bay ragt er unmittelbar nordwestlich der Mündung des Boschinow-Gletschers, 7,55 km ostnordöstlich der Ostseite der Einfahrt zur Giffard Cove und 8,7 km südöstlich des Meusnier Point auf.
Britische Wissenschaftler kartierten ihn 1978. Die bulgarische Kommission für Antarktische Geographische Namen benannte ihn 2012 nach dem bulgarischen Geistlichen und Revolutionär Matej „Mitkaloto“ Preobraschenski (eigentlich Mono Seismonow, 1828–1875).